# Raguvėlė
Raguvėlė è una città del distretto di Anykščiai, della Contea di Utena, nel nord est della Lituania. Secondo un censimento del 2011, la popolazione ammonta a 314 abitanti. L’insediamento è molto vicino al fiume Juosta.

## Storia
Alla fine del XIX secolo, si attesta la costruzione della tenuta di Raguvėlė.
Durante la seconda guerra mondiale, due classi della scuola primaria locale furono spostate in un edificio di mattoni vicino al cimitero, per evitare che potessero essere colpite dai bombardamenti tedeschi. Nell’autunno del 1943, si ha testimonianza di 115 alunni frequentanti le elementari di Raguvėlė.
In epoca sovietica, l’insediamento divenne sede di fattorie collettive, così come quasi tutti i comuni del circondario.

## Galleria d'immagini

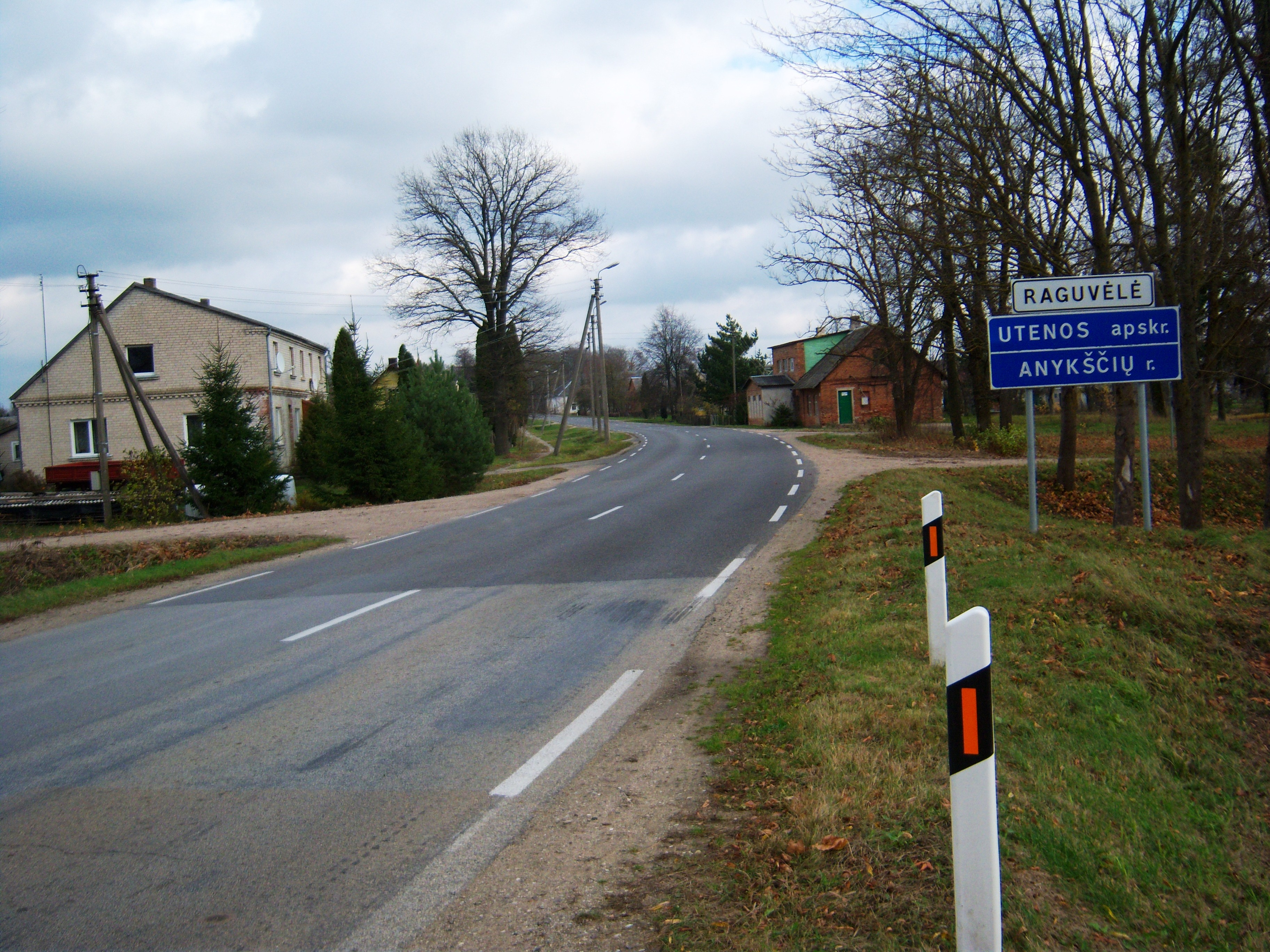
Strada principale
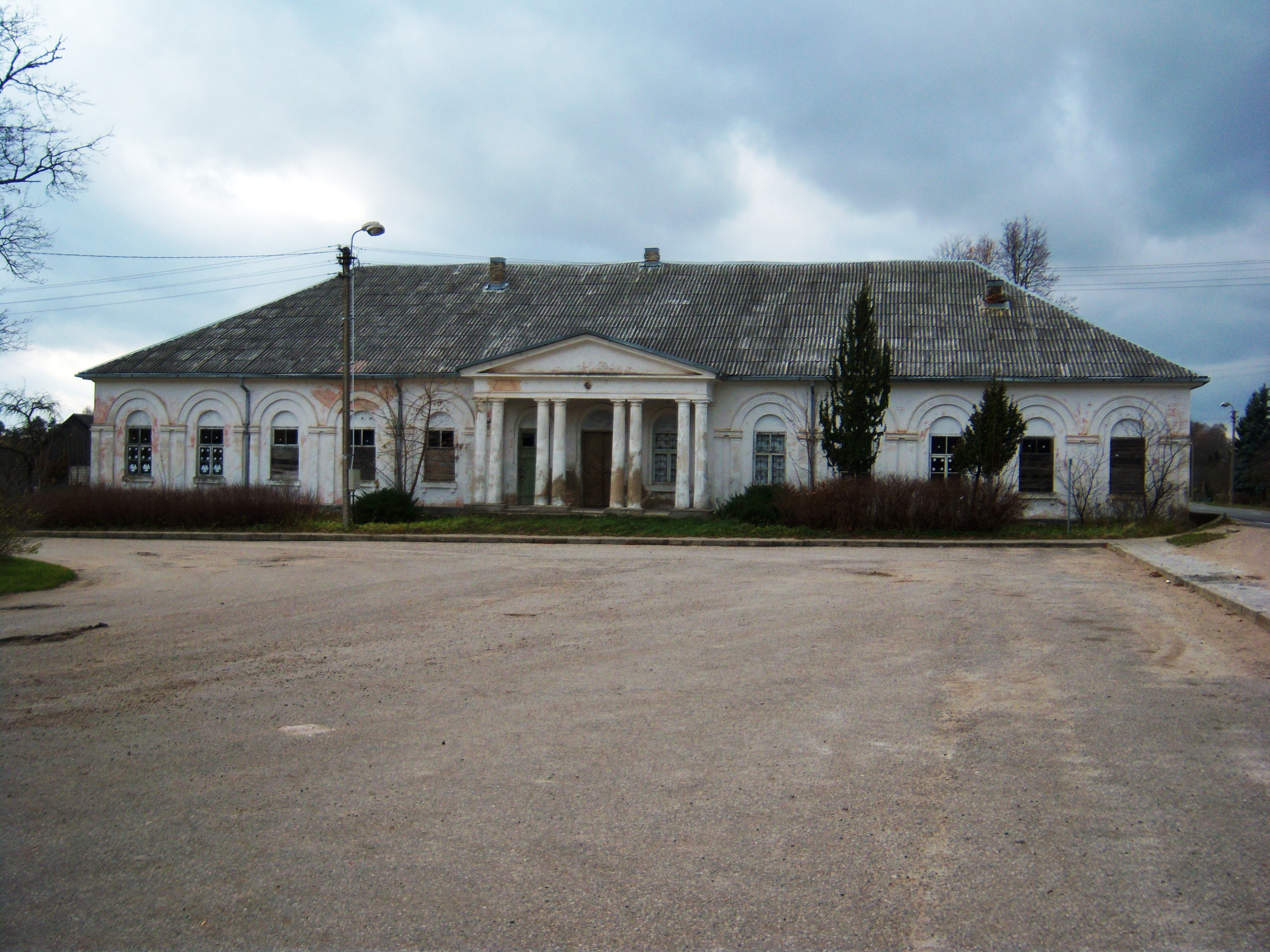
Edificio dismesso al centro dell'insediamento
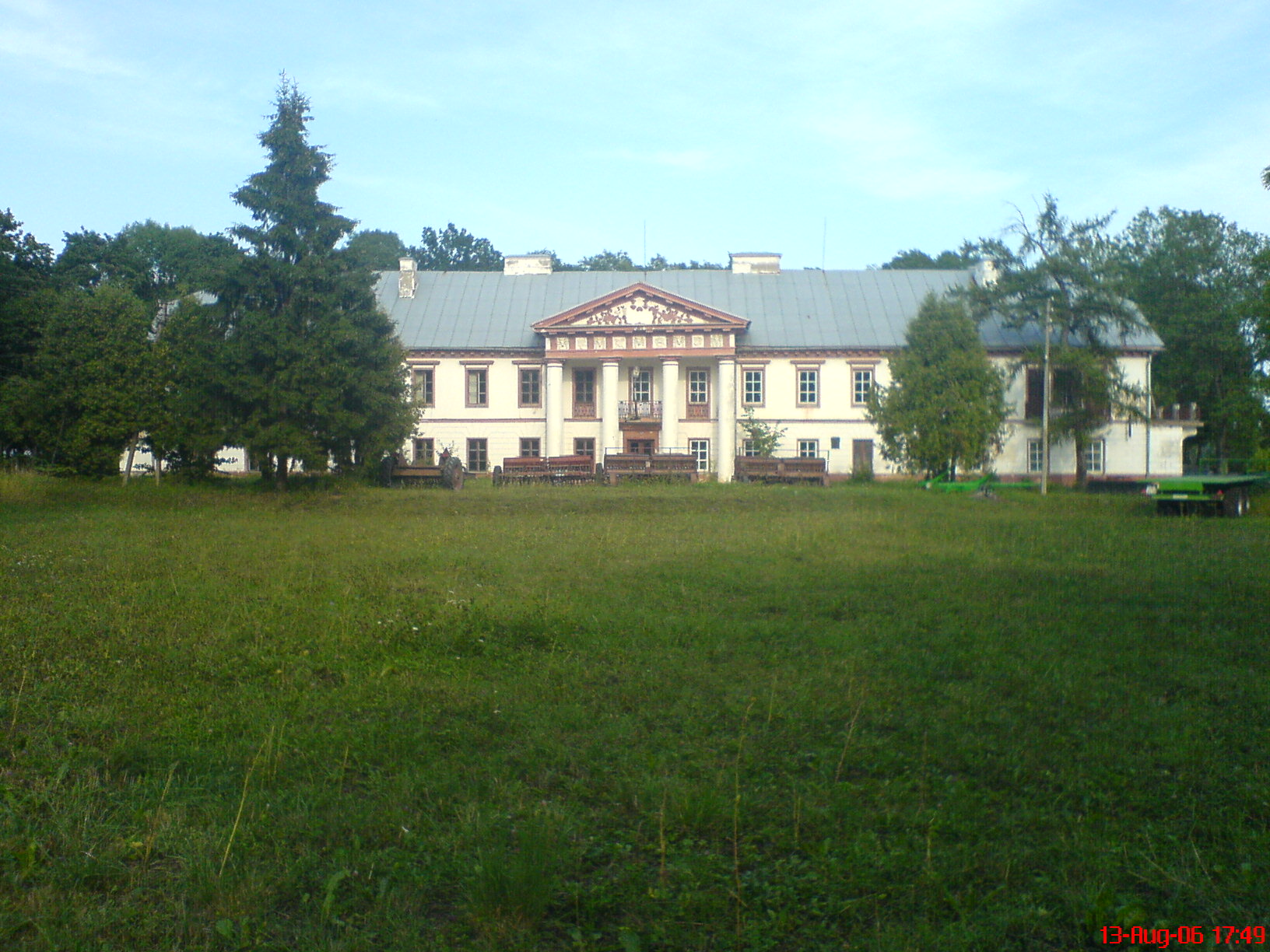
Raguvėlės dvaras, ossia tenuta di Raguvėlė